# Tōno
Pour les articles homonymes, voir Tono (homonymie).
Tōno (遠野市, Tōno-shi) est une ville située dans la préfecture d'Iwate, au Japon.

## Géographie

### Situation
Tōno est située dans le centre de la préfecture d'Iwate, dans la plaine de la rivière Sarugaishi.

### Topographie
La ville de Tōno est entourée des monts Kitakami où se trouve la mine de Kamaishi.

### Démographie
En mai 2023, la population de la ville de Tōno était de 24 810 habitants répartis sur une superficie de 825,97 km2.

### Climat
Tōno a un climat subtropical humide caractérisé par des étés doux et des hivers froids. La température moyenne annuelle à est de 9,6 °C. La pluviométrie annuelle moyenne est de 1 388 mm avec septembre comme mois le plus humide et février comme mois le plus sec.

## Histoire
La région de l'actuel Tōno faisait partie de l'ancienne province de Mutsu  et est peuplée depuis au moins la période Jōmon. Le bourg moderne de Tōno a été créée le 1er avril 1889. Il a acquis le statut de ville en 2005 après l'intégration des villages d'Ayaori, Otomo, Tsukimoushi, Matsuzaki, Tsuchibuchi, Aozasa et Kamigo.

## Culture locale et patrimoine
L'isolement géographique a permis à Tōno de préserver un style de vie traditionnel et une croyance dans le folklore populaire. La région est ainsi souvent appelée « berceau du Japon », ou « paysage originel japonais ». De nombreux contes et légendes spécifiques à la région s'y transmettent encore.
Le folkloriste Kunio Yanagita les a recueillis au début du XXe siècle dans un livre intitulé Contes de Tôno (Tôno monogatari, 1910) qui est devenu la pierre angulaire des études folkloriques japonaises. C'est dans cette œuvre que les yōkai les plus célèbres, aujourd'hui très communs dans les mangas, les romans ou les films d'animations japonais, apparaissent sous leur forme canonique.
Le musée des contes de Tôno présente ce folklore. Derrière le temple Jōken se trouve Kappa-buchi, le « gouffre des kappa », où les kappa auraient vécu autrefois.

## Transports
La ville est desservie par la ligne Kamaishi de la JR East.

## Jumelages
Tōno est jumelée avec :
- Salerne (Italie) ;
- Chattanooga (États-Unis).

## Personnalités liées à la municipalité
- Kizen Sasaki
- Inō Kanori